# Hieracium iseranum
Hieracium iseranum là một loài thực vật có hoa trong họ Cúc. Loài này được R.Uechtr. mô tả khoa học đầu tiên năm 1881.